# Zezé Di Camargo & Luciano (álbum de 1992)
Zezé Di Camargo & Luciano é o segundo álbum de estúdio da dupla brasileira de música sertaneja Zezé Di Camargo & Luciano. Foi lançado em junho de 1992 pela gravadora Copacabana. O álbum vendeu 1.000.000 cópias, sendo certificado com disco de diamante pela ABPD.
A canção "Cara ou Coroa" ("A Cara o Cruz") foi originalmente gravada pela banda Menudo.

## Lista de faixas
| N.º            | Título                          | Compositor(es)                                                 | Duração |  |
| 1.             | "Coração Está em Pedaços"       | Zezé Di Camargo                                                | 3:52    |  |
| 2.             | "Muda de Vida"                  | Fátima Leão Elias Muniz Carlos Randall                         | 2:56    |  |
| 3.             | "Cara ou Coroa" (A Cara o Cruz) | C. Villa De La Torre A. Monroy Fernandez Carlos Colla (versão) | 3:17    |  |
| 4.             | "Voando Sem Asas"               | Joel Marques                                                   | 4:25    |  |
| 5.             | "Leva Minha Timidez"            | Di Camargo José Ricardo Corrêa                                 | 3:52    |  |
| 6.             | "Garoto de Rua"                 | Di Camargo                                                     | 4:03    |  |
| 7.             | "Coração Na Contramão"          | Di Camargo César Augusto                                       | 3:34    |  |
| 8.             | "Me Leva pra Casa"              | Augusto Piska                                                  | 3:45    |  |
| 9.             | "Não Tem Jeito Não"             | Leão Muniz                                                     | 3:01    |  |
| 10.            | "Por Deus"                      | Di Camargo Wellington Camargo                                  | 3:53    |  |
| 11.            | "Linda, Linda"                  | José Fernandes                                                 | 3:50    |  |
| 12.            | "Cama de Capim"                 | Mario Maranhão Marco Camargo                                   | 3:57    |  |
| Duração total: | Duração total:                  | Duração total:                                                 | 44:27   |  |

## Certificações
| Brasil (ABPD)                             | Diamante | 1992 | 1.000.000* |
| *número de vendas baseado na certificação |          |      |            |